# Наровля
Наровля (біл. Нароўля) — місто районного підпорядкування в Гомельській області Білорусі, адміністративний центр Наровлянського району, пристань на правому березі Прип'ять. За 125 км від Гомеля, 25 км від залізничної станції Єльськ на лінії Калинковичі—Овруч. Автошляхи на Мозир, Єльськ.

## Історія
Відоме з 18 століття як приватне містечко. З 1793 року в Російській імперії, центр волості Речицького повіту Мінської губернії. З 1919 у Гомельській губернії РСФСР, з 1924 у складі БРСР, центр району Мазирського округу. З 1938 селище міського типу у Поліській області. У 1941 окуповане німцями, визволене у 1943 році. З 1954 у Гомельській області. У 1962—1965 у Єльському районі. З 1971 місто. Наровля потерпіла від катастрофи на Чорнобильській АЕС, частину населення переселено.

## Населення
- 2005 — 8329 чол.
- 2006 — 8500 чол.
- 2008 — 8400 чол.
- 2009 — 8110 чол.
- 2016 — 7929 чол.
- 2023 — 8352 чол.
- 2024 — 8371 чол.

## Економіка
Підприємства будівничих матеріалів. Кондитерська фабрика «Червоний Мозирянин».  Готель.

## Культура
Наровлянський етнографічний музей.

## Видатні місця
- Наровлянський садибно-парковий ансамбль
- жилий будинок (2-а пол. 19 ст.).

## Відомі особи
- Микола Смольский (1905—1976) — білоруській ботанік, академік НАН Білорусі
- Симанович Давид Григорович (1932—2014) — білоруській поет, перекладач.